# Паннонські мішані ліси
Паннонські мішані ліси належать до екорегіону широколистяних і мішаних лісів помірної зони в Європі. Займають площу 307 720 км² в Австрії, Боснії та Герцеговині, Чехії, Угорщині, Румунії, Сербії, Словаччині, Словенії, Україні та Хорватії .

## Флора
Рослинні угруповання включають мішані дубово-грабові ліси, мішані ліси з дуба звичайного і скельного та інші мішані ліси, а також субсередземноморські термофільні діброви, азональну заплавну рослинність і різнотравно-злакові степові біотопи у спектрі від низовинних і до гірських.

## Фауна

### Ссавці
- Ведмідь бурий (Ursus arctos)
- Лисиця звичайна (Vulpes vulpes)
- Ховрах крапчастий (Spermophilus suslicus)
- Ховрах європейський (Spermophilus citellus )
- Кріт європейський (Talpa europaea )
- Сункус етруський (Suncus etruscus )
- Мідиця мала (Sorex minutus )
- Мідиця альпійська (Sorex alpinus )
- Лилик двоколірний (Vespertilio murinus )
- Тадарида європейська (Tadarida teniotis )
- Свиня дика (Sus scrofa)

### Рептилії та земноводні
- Черепаха Германа (Testudo hermanni )
- Гадюка носата (Vipera ammodytes )
- Гадюка лучна (Vipera ursinii )
- Timon princeps
- Тритон гребінчастий (Triturus cristatus )
- Тритон карпатський (Lissotriton montandoni )
- Тритон дунайський (Triturus dobrogicus )
- Triturus carnifex
- Тритон звичайний (Lissotriton vulgaris)
- Ichthyosaura alpestris

### Птахи
- Крячок малий (Sterna albifrons )
- Чайка (Vanellus vanellus )
- Коловодник звичайний (Tringa totanus )
- Сипуха (Tyto alba )
- Сова довгохвоста (Strix uralensis )
- Сова сіра (Strix aluco )
- Глушець білодзьобий (Tetrao urogallus )
- Тетерук євразійський (Tetrao tetrix )
- Одуд (Upupa epops )
- Дрізд-омелюх (Turdus viscivorus)
- Дрізд співочий (Turdus philomelos)
- Дрізд гірський (Turdus torquatus)
- Чикотень (Turdus pilaris)
- Дрізд білобровий (Turdus iliacus)
- Дрізд чорний (Turdus merula)
- Волове очко (Troglodytes troglodytes)
- Стінолаз (Tichodroma muraria)
- Шпак звичайний (Sturnus vulgaris)
- Кропив'янка рябогруда (Sylvia nisoria)
- Кропив'янка прудка (Sylvia curruca)
- Кропив'янка червоновола (Sylvia cantillans)
- Кропив'янка товстодзьоба (Curruca crassirostris)
- Кропив'янка сіра (Sylvia communis)
- Кропив'янка садова (Sylvia borin)
- Кропив'янка чорноголова (Sylvia atricapilla)
- Горлиця звичайна (Streptopelia turtur)
- Горлиця садова (Streptopelia decaocto)
- Повзик скельний (Sitta neumayer)
- Повзик звичайний (Sitta europaea)

## Зовнішні посилання
- "Pannonian mixed forests" . Наземні екорегіони . Світовий фонд дикої природи.

 Вікісховище має мультимедійні дані за темою: Паннонські мішані ліси